# Open International Féminin de Wallonie de Tennis
L'Open International Féminin de Wallonie de Tennis è un torneo professionistico di tennis giocato su campi in terra rossa. Fa parte dell'ITF Women's Circuit. Si gioca annualmente a Fleurus in Belgio.

## Albo d'oro

### Singolare
| Anno | Campionessa | Finalista          | Punteggio |
| ---- | ----------- | ------------------ | --------- |
| 2013 | Arantxa Rus | Diāna Marcinkēviča | 6–3, 6–2  |

### Doppio
| Anno | Campionesse                         | Finaliste                  | Punteggio |
| ---- | ----------------------------------- | -------------------------- | --------- |
| 2013 | Irina Chromačëva Diāna Marcinkēviča | Gabriela Cé Daniela Seguel | 6–4, 6–3  |